# Ловець повітряних зміїв
«Ловець повітряних зміїв» (англ. The Kite Runner) — дебютний роман афгано-американського письменника Халеда Госсейні, опублікований 2003 року. Книга залишалася на першій позиції в списку бестселерів New York Times протягом двох років. У США було продано понад 7 млн примірників. 2007 року за мотивами роману було знято фільм «Той, що біжить за вітром».

## Написання та публікація
Халед Госсейні жив і працював лікарем-терапевтом у лікарні Кайзера в Маунтін-В'ю, штат Каліфорнія, протягом декількох років, перш ніж опублікувати свою першу книгу. 1999 року він дізнався з новин, що Талібан заборонив запуск повітряних зміїв в Афганістані. Це здалося йому особливо жорстоким. Новина «зачепила його за живе», оскільки він виріс із цим видом спорту, живучи в Афганістані. Це спонукало чоловіка написати 25-сторінкове оповідання про двох хлопчиків, які запускають повітряних зміїв у Кабулі. Госсейні надіслав копії до журналів Esquire та The New Yorker, обидва з яких відхилили історію. Чоловік знову знайшов рукопис у своєму гаражі в березні 2001 року й почав розширювати його до формату роману за пропозицією свого друга. За словами Госсейні, розповідь стала «набагато темнішою», аніж він спочатку планував. Редактор автора, Сінді Шпігель, «допомогла йому переробити останню третину рукопису». На її думку, це відносно звичайне явище для першого роману.
Як і наступні романи Госсейні, «Ловець повітряних зміїв» охоплює період життя кількох поколінь і зосереджується на стосунках між батьками та їхніми дітьми. Останнє було ненавмисним. Госсейні зацікавився цією темою в процесі написання роману. Пізніше він розповідав, що часто вигадував фрагменти сюжету, роблячи замальовки. Наприклад, він вирішив зробити Аміра і Гасана братами лише після того, як «намалював це».

## Сюжет
Одного морозного дня взимку 1975-го афганський хлопчик Амір стає свідком жахливого вчинку, у якому постраждав його друг Гассан. Ця подія назавжди змінює і його власне життя й долю його близького приятеля Гассана. Та річ не лише в побаченому, а й у тому, що Амір не втрутився, нічого не зробив, залишився стояти осторонь. Боягузтво, ба навіть відступництво, буде переслідувати його протягом життя спершу в Афганістані, потім в Америці, аж доки Амір набереться мужності, кине виклик усім своїм внутрішнім демонам і знайде «спосіб знову стати хорошим».

## Головні герої
- Амір — оповідач, афганський хлопчик із забезпеченої родини. Його мати померла народжуючи. Із дитинства любив вигадувати оповідання й мріяв стати письменником. «Боягуз, який не зумів прийти на допомогу кращому другові», і решту життя прагнув будь-що це виправити.
- Гассан — близький друг дитинства Аміра. Усе життя був віданний хлопцю, попри те, що той неодноразово зраджував його.
- Баба — батько Аміра, бізнесмен. Після смерті дружини мав інтимні стосунки з дружиною свого слуги Алі, від їхнього таємного зв'язку народився Гассан.
- Сухраб — син Гассана.

## Екранізація
2007 року на екрани вийшла однойменна екранізація режисера Марка Форстера.

## Український переклад
- Ловець повітряних зміїв / Халед Госсейні ; пер. з англ. Катерини Міхаліциної. — Львів : Видавництво Старого Лева, 2017. — 432 с. — ISBN 978-617-679-239-0.